# Little Sparta

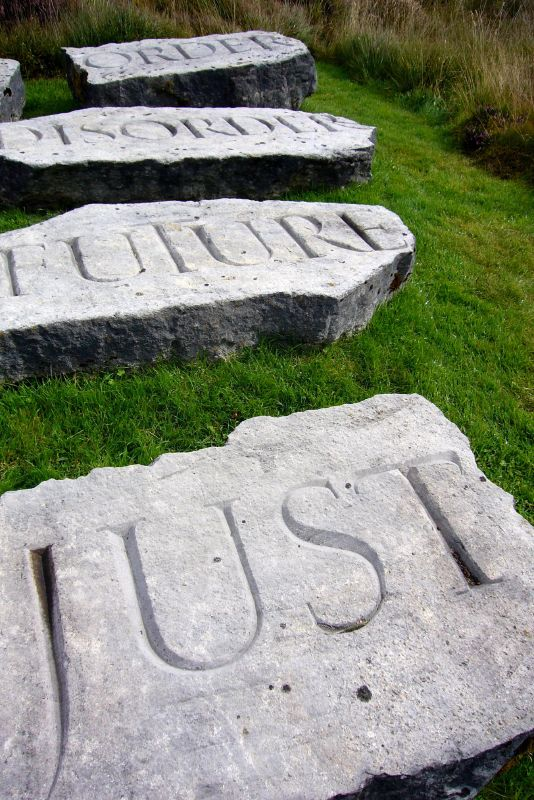
THE PRESENT ORDER IS THE DISORDER OF THE FUTURE SAINT- JUST (detail)

Little Sparta is een door de beeldhouwer en dichter Ian Hamilton Finlay gecreëerd beeldenpark in Dunsyre in de Pentland Hills dicht bij Edinburgh in Schotland.

## Geschiedenis
Little Sparta is de tuin van het huis waar Finley vanaf 1966 tot zijn dood in 2006 woonde. De tuin, die oorspronkelijk Stoneypath heette, werd door Finlay in een desolate staat aangetroffen. Over een periode van 25 jaar veranderde hij de tuin, met een oppervlakte van 2 hectare, in een park vol land art/omgevingskunst met gegraveerde stenen, sculpturen en tempelachtige bouwwerken in een neoclassicistische stijl. De lokale autoriteiten en ook de Scottish Arts Council, toonden een afwijzende houding tegenover het project. In 1983 werd de tuin omgedoopt in Little Sparta.
In december 2004 kozen vijftig kunstenaars, galeriehouders en kunstkenners Little Sparta tot the nation's greatest work of art sinds 1945.
De Little Sparta Trust heeft zich ten doel gesteld het park voor Schotland te behouden en probeert door het heffen van entreegelden het noodzakelijke onderhoud te financieren. Tot de leden van de Trust behoort onder anderen Sir Nicholas Serota, de directeur van de Tate Gallery. Het park kent een beperkte openstelling voor het publiek: van juni tot september iedere woensdag- vrijdag- en zondagmiddag.

## Citaat
Tuinkunst is als literatuur, schilderkunst of beeldhouwkunst: het gaat erom harmonie tot stand te brengen met heel uiteenlopende elementen. Ian Hamilton Finlay

## Werken
In de Arcadische tuin bevinden zich meer dan 275 houten, stenen en metalen kunstwerken van Finley, bestaande uit concrete poëzie in gebeeldhouwde vorm, polemische en filosofische aforismen, alsmede conventioneel beeldhouwwerk en tempelachtige bouwsels. Dit alles in aangelegde, volwassen natuurtuinen, met namen als The Wild Garden, The Woodland Garden en The English Parkland. Overal zijn verwijzingen aangebracht naar de oudheid, de Franse Revolutie, de Tweede Wereldoorlog en gedenktekens die hulde brengen aan kunstenaars en dichters uit het verleden, zoals Vergilius, Ovidius, Nicolas Poussin, de filosoof Jean-Jacques Rousseau en de revolutionair Louis Antoine Simon de Saint-Just.
Het grootste werk in het park is het elfdelige in stenen gebeitelde citaat van Saint-Just: THE PRESENT ORDER IS THE DISORDER OF THE FUTURE SAINT- JUST.

## Fotogalerij

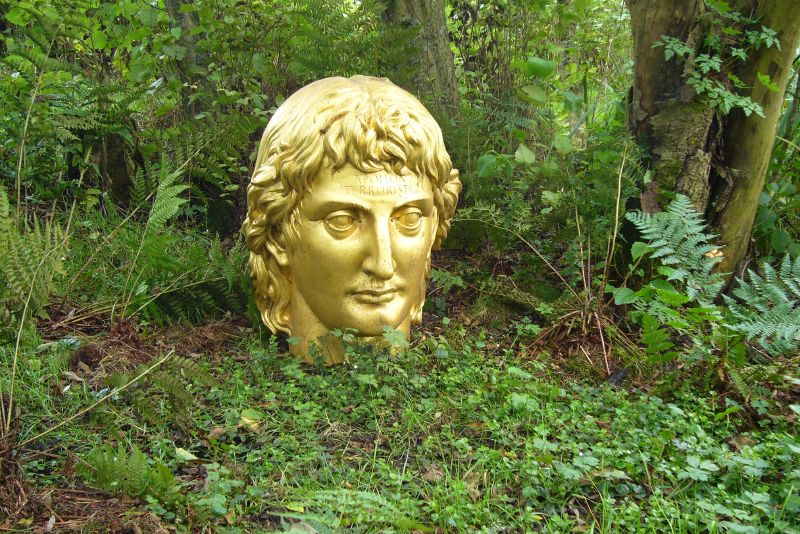
Apollon Terroriste
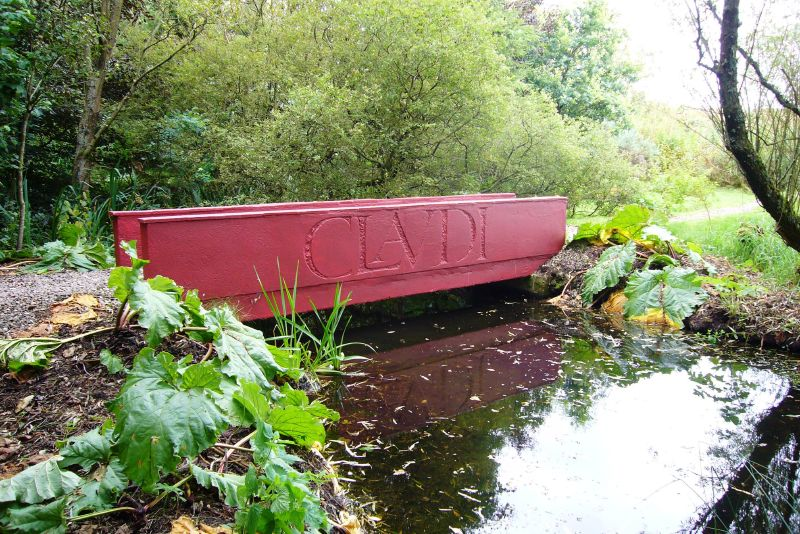
CLAUDIVS
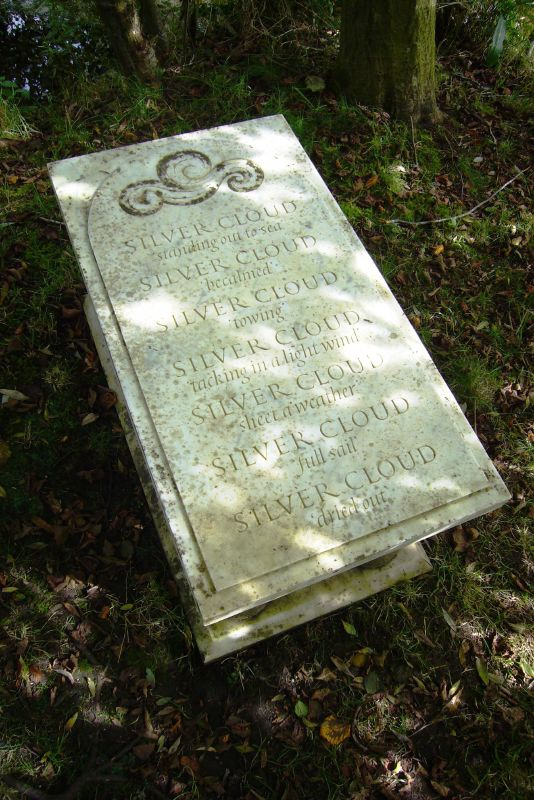
Silver Cloud
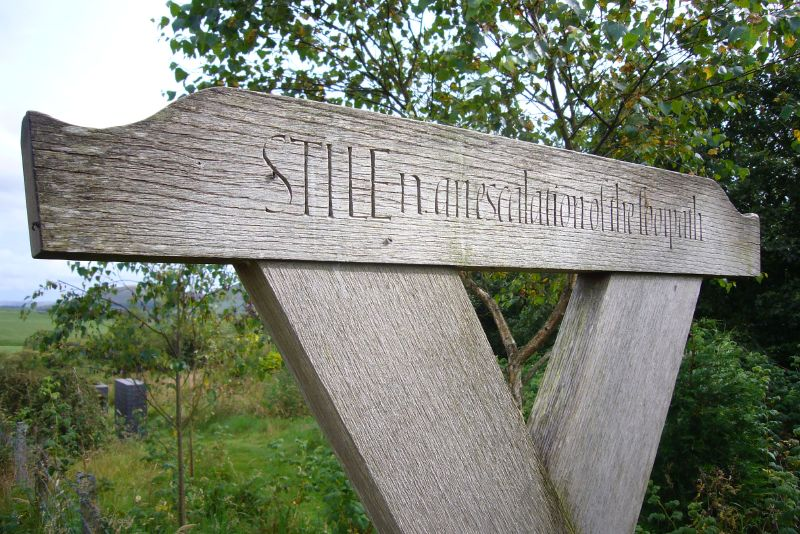
Stile n. an escalation of the footpath